# NGC 5119
NGC 5119 este o galaxie lenticulară situată în constelația Fecioara. A fost descoperită în 6 mai 1836 de către John Herschel. Se află la o distanță de 41,59 de megaparseci de Pământ.